# Departamento de Cultura de São Paulo
O Departamento de Cultura foi criado pela municipalidade de São Paulo em 1935, na gestão do prefeito Fábio Prado.
O primeiro diretor foi Mário de Andrade.
Entre as várias iniciativas promovidas pelo DC, estiveram a criação de uma Biblioteca e uma Discoteca públicas, além da manutenção de grupos musicais e da criação da primeira orquestra oficial da cidade - a Orquestra Sinfônica Municipal de São Paulo.
A primeira temporada da orquestra foi organizada em 1935, em cooperação entre o DC e a Sociedade de Cultura Artística, tendo como regente Ernst Melich. Posteriormente a orquestra teve como regentes Camargo Guarnieri, Armando Belardi e Souza Lima.
Outro conjunto musical criado e mantido pelo DC foi o Coral Paulistano, que teve como primeiro regente o compositor Camargo Guarnieri.
O DC também passou a administrar outros equipamentos culturais da municipalidade, como o Teatro Municipal, a Biblioteca Municipal (que hoje leva o nome do escritor), e foi responsável pela criação dos Parques Infantis.